# Исуакан-де-лос-Реес (муниципалитет)
Исуакан-де-лос-Реес (исп. Ixhuacán de los Reyes) — муниципалитет в Мексике, штат Веракрус, расположен в Столичном регионе штата. Административный центр — город Исуакан-де-лос-Реес.

## Состав
В состав муниципалитета входит 46 населённых пунктов.